# Reutsche Loop
De Reutsche Loop is een beek in de Nederlandse provincie Noord-Brabant. De beek vormt samen met de Bremer de Heerlese Loop. De beek is 6 kilometer lang.

## Loop
De beek ontspringt in de Hollandse Bossen vlak bij Reuth. Daarna kruist de Reutsche Loop de Wildertsebaan en ongeveer 2 kilometer stroomafwaarts stroomt de beek de Pools Heining in de beek. De Reutsche Loop stroomt verder totdat hij in de buurt van Oude Strumpt samen met de Bremer de Heerlese Loop vormt.

## Geografie
De nabijgelegen kernen aan of vlak bij de beek bevinden zijn: Oude Strumpt, Reuth en Nieuwe Strumpt.